# 姫路市立東中学校
姫路市立東中学校（ひめじしりつ ひがしちゅうがっこう）は、兵庫県姫路市別所町別所五丁目にある公立中学校。

## 沿革

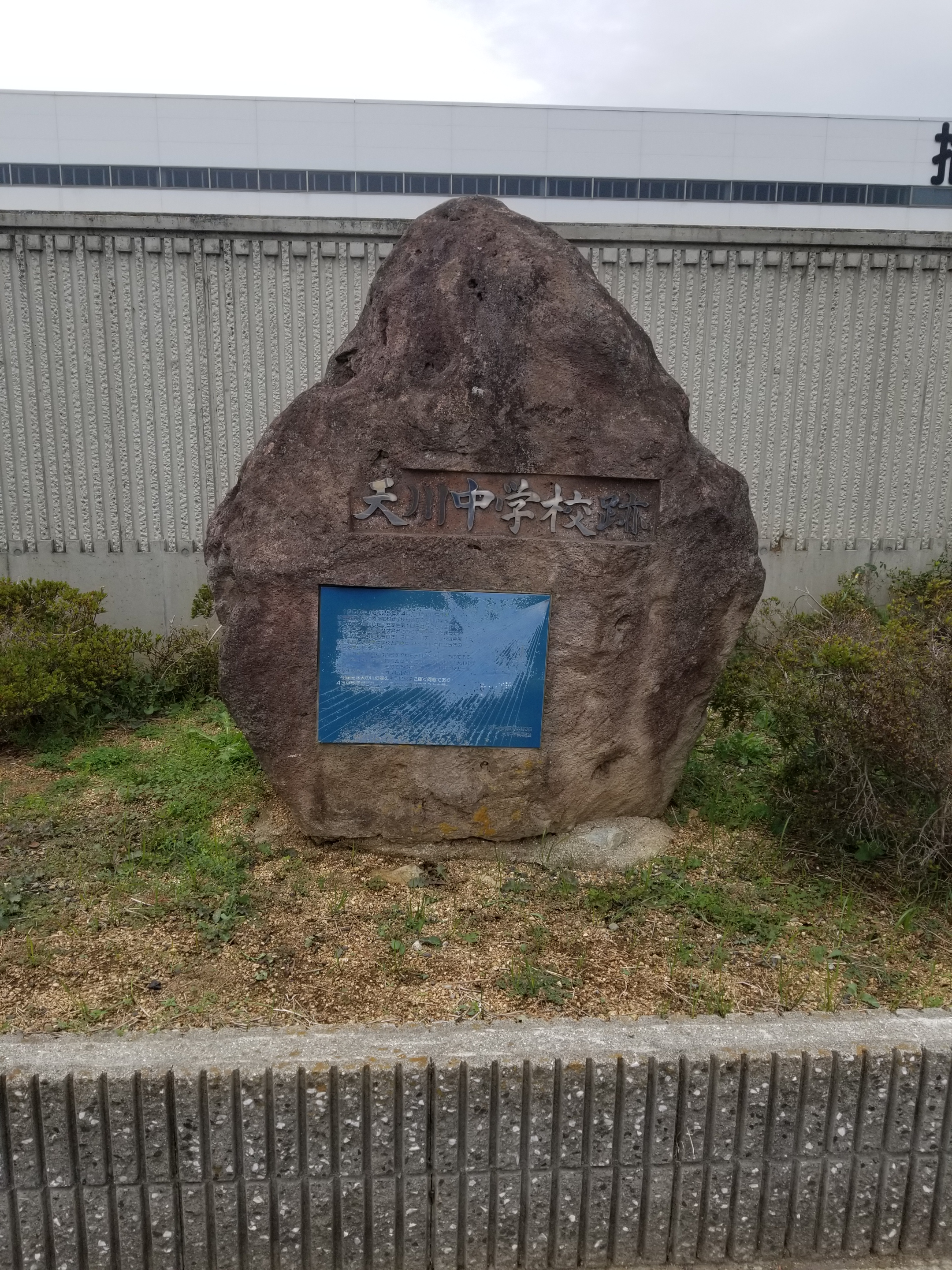
天川中学校跡石碑

姫路市と高砂市との一部事務組合解消により姫路市高砂市組合立天川中学校（所在地は姫路市別所町北宿字東段859番地）が閉校になることから、姫路市は別所小校区に（仮称）市立天川中学校の新設に取り掛かった。いっぽう、御国野小は当時、校区が隣接する花田中・四郷中ではなく飛び地の形で東光中に進学することとされていたため、変則的な校区の解消も狙いとしていた。

### 組合立天川中学校
- 1947年（昭和22年）4月 - 印南郡別所村立別所中学校・阿弥陀村立阿弥陀中学校開校。
- 1950年（昭和25年）4月 - 村の財政状況や小規模校の統合を進める県の勧告などにより、別所中・阿弥陀中を統合し、印南郡別所村阿弥陀村学校組合立天川中学校となる（校名の由来は村境を流れる川の名前から）。
- 1956年（昭和31年）9月 - 阿弥陀村の高砂市への編入により印南郡別所村高砂市学校組合立天川中学校と改称。
- 1957年（昭和32年）10月 - 別所村の姫路市への編入により姫路市高砂市学校組合立天川中学校と改称。
- 1970年（昭和45年）10月 - 学校組合会議において、学校組合の解散を決議。背景として天川中は通学区域が複雑で学校運営が難しかったこと、学校前を通る国道2号の交通量が急増し教育環境が悪化していたこと等が挙げられている。
- 1975年（昭和50年）3月31日 - 学校組合を解散し閉校。翌日より新設される学校へと移る（姫路市域の生徒は姫路市立東中学校へ、高砂市域の生徒は高砂市立鹿島中学校へ）。天川中の不動産は公売に付し、物品は高砂市に帰属するものとされた[2]。

### 市立東中学校
- 1972年（昭和47年）5月 - 現在地に姫路市が新設校の校地を取得。
- 1975年（昭和50年）1月 - 姫路市教育委員会は校区審議会に、新設校の校区設定と関係校区の変更について諮問。
- 1975年（昭和50年）2月 - 校区審議会は新設校の校区について、別所小・御国野小の校区とすべきであると答申[2]。
- 1975年（昭和50年）4月1日 - 姫路市立東中学校創立。

## 部活動

### 運動部
- 野球部
- サッカー部
- ソフトテニス部
- 女子バレーボール部
- 女子バスケットボール部
- 卓球部
- 剣道部
- 陸上競技部

### 文化部
- 音楽部
- 美術部
- 茶華道部

## 通学区域
以下の小学校の通学区域。おおむね姫路市東端部が該当する。
- 姫路市立別所小学校
- 姫路市立御国野小学校

### 区域の様子
校区の北部は山がちで、東側に姫路市と高砂市の市境となる天川が流れる。校区を国道2号が東西に横断し、近隣に播但連絡道路・姫路バイパスの姫路ジャンクションや姫路貨物駅があることから、交通、物流の要所となっている。ひめじ別所駅の開業後は駅近隣の宅地化が進んでいる。

### アクセス
- JR西日本 ひめじ別所駅から北へ約1.4Km。

## 主な出身者
- 幸長慎一 - 陸上競技選手

## 校区が隣接している学校
- 姫路市立大的中学校
- 姫路市立四郷学院
- 姫路市立花田中学校
- 姫路市立城山中学校
- 加古川市立志方中学校
- 高砂市立鹿島中学校
- 高砂市立竜山中学校